# Richelbach
Richelbach ist ein Gemeindeteil der Gemeinde Neunkirchen im Landkreis Miltenberg (Unterfranken, Bayern).

## Geschichte
Richelbach wurde erstmals 1148 erwähnt. Der landwirtschaftlich geprägte Ort unterstand jahrhundertelang dem Frauenkloster Altmünster in Mainz. Das Kloster war bis zu seiner Auflösung 1781 Niedergerichtsherr von Richelbach, danach ging dieses Recht auf den Mainzer Universitätsfonds über. Die heilige Bilhildis von Altmünster, der teilweise legendarischen Überlieferung nach Gründerin des Klosters, ist Ortspatronin von Richelbach. Auch die im Ort befindliche kleine Kirche, eine Filialkirche der Pfarrei Neunkirchen, ist ihr geweiht. Dabei handelt es sich um ein sehr seltenes Patrozinium.

## Baudenkmäler
Neben der 1903 errichteten neuromanischen Kirche St. Bilhildis gibt es drei weitere Baudenkmäler in Richelbach, alle aus Sandstein gefertigt: einen neugotischen Bildstock (1859), ein Wegkreuz (1870) und eine Mariensäule (ursprünglich 1713).

## Söhne und Töchter des Ortes
- Ferdinand von Schlör (1839–1924), Bischof von Würzburg